# Oxira roseovirgata
Oxira roseovirgata là một loài bướm đêm trong họ Noctuidae.